# Guadalupe, Nuevo León
Guadalupe là một đô thị thuộc bang Nuevo León, México. Năm 2005, dân số của đô thị này là 691931 người.
Thành phố có tổng diện tích 151,3 km2, khu vực có độ cao 500 mét trên mực nước biển. Theo điều tra dân số năm 2010 của Cục Điều tra dân số của Viện Quốc gia về Thống kê và Địa lý (Instituto Nacional de Estadística y Geografía) là 678.006 người. Đây là thành phố đông dân thứ 24 của Mexico và lớn thứ nhì trong bang.
Guadalupe là một thành phố và khu tự quản thuộc một phần của vùng đô thị Monterrey.
Thành phố Guadalupe tiếp giáp với phía đông của Monterrey, cũng giáp với thành phố San Nicolás de los Garza, Apodaca, Pesquería, và Juárez. 
Thành phố được thành lập vào ngày 04 tháng 1 năm 1716, nhưng khu vực đất này đã có người ở trước đó rất lâu. Khi Monterrey đã được thành lập năm 1596, đất đai, dân cư gồm các bộ lạc bản địa khác nhau, được nhượng cho Diego de Montemayor, người sáng lập của Monterrey, nhưng ông đã không sử dụng đất. Năm 1627, đất đai biến thành đồn điền lớn, đường mía và ngô đã được nâng lên. Các chủ sở hữu đất trong thời gian đầu thế kỷ 18 được có tên là Capitan Nicolás Ochoa de Elejalde, nhưng đất đã bị chính quyền Tây Ban Nha lấy từ ông và chuyển đổi cho một đoàn truyền giáo vào tháng 2 năm 1715. Năm 1756, thành phố được đổi tên thành "Pueblo de la Nueva Tlaxcala de Nuestra Señora de Guadalupe de Horcasitas". Ngày 05 Tháng 3 năm 1825, thành phố đã được tuyên bố là khu tự quản Nuevo León và phân loại như một villa, mặc dù trong nhiều năm tiếp tục được gọi là "Villa de Guadalupe".